# Студор-у-Бохіню
Студор-у-Бохіню (словен. Studor v Bohinju) — поселення в общині Бохінь, Горенський регіон, Словенія. Висота над рівнем моря: 592,2 м.